# DFW-Doppeldecker
Der DFW Doppeldecker war ein deutsches Militärflugzeug der Deutsche Flugzeug-Werke GmbH.

## Geschichte und Konstruktion
Das Muster war der Nachfolger des DFW Doppeldeckers „Büchner“ von 1912 und ebenfalls komplett in Holzbauweise mit Stoffbespannung gehalten. Die Flügel waren mit Stahlbolzen verriegelt, um eine schnelle Demontage der Tragflächen zu ermöglichen. Ober- und Unterflügel sind in Längsrichtung deutlich zueinander versetzt, wobei der Oberflügel weiter vorn sitzt. Dies ermöglicht dem vorn sitzenden Beobachter eine bessere Sicht nach unten. Die Flügel sind weiterhin mit dem charakteristischen „V“ wie bei den ersten Flugzeugen ausgeführt. Der Pilot sitzt extrem weit hinten in Richtung Heck, um das Flugzeug besser auszubalancieren, wodurch die Kommunikation zwischen Pilot und Beobachter jedoch stark eingeschränkt wurde. Das Fahrwerk besteht aus zwei gebogenen U-Rohren, das selbst bei Fehllandungen der unerfahrenen Flugschüler kein einziger Fahrwerksbruch zu verzeichnen war.

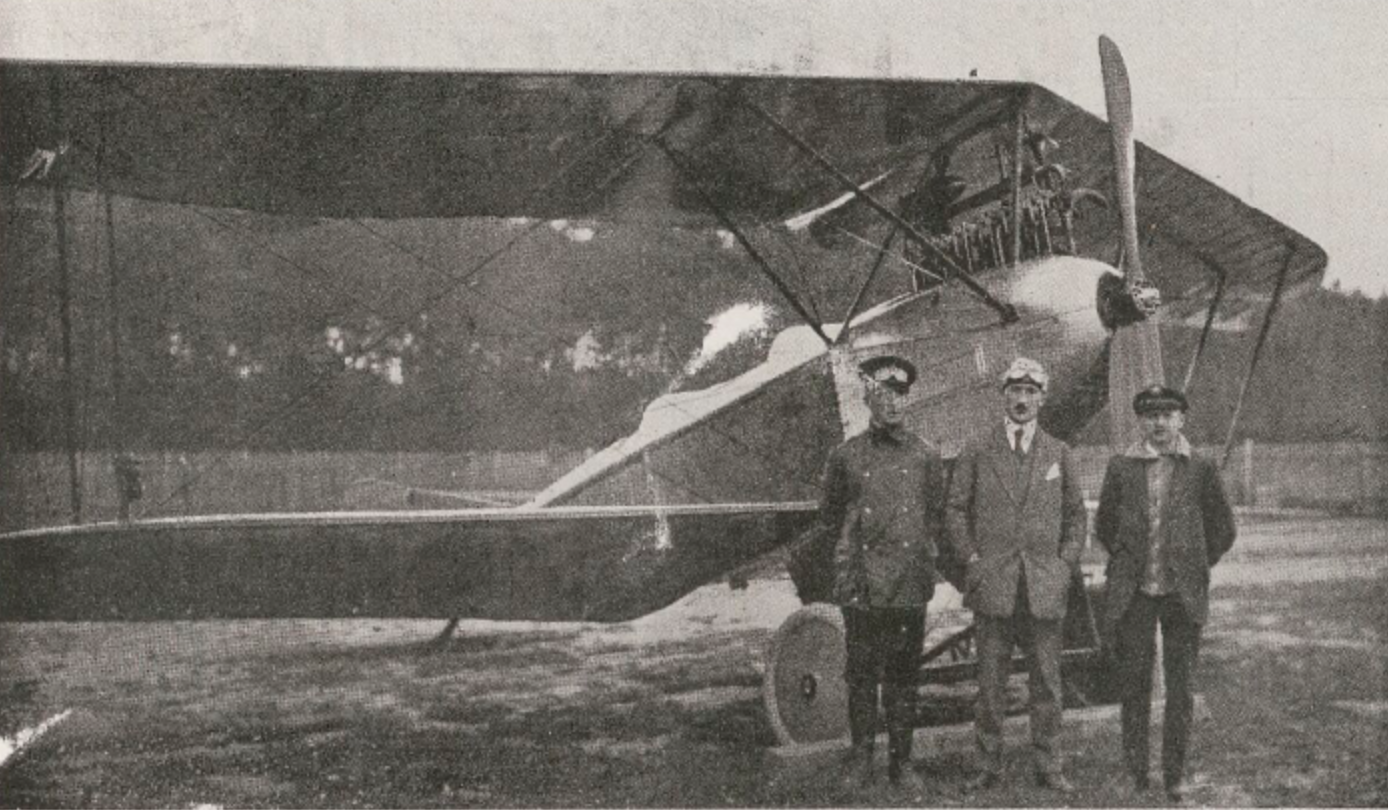
DFW Doppeldecker(1914)

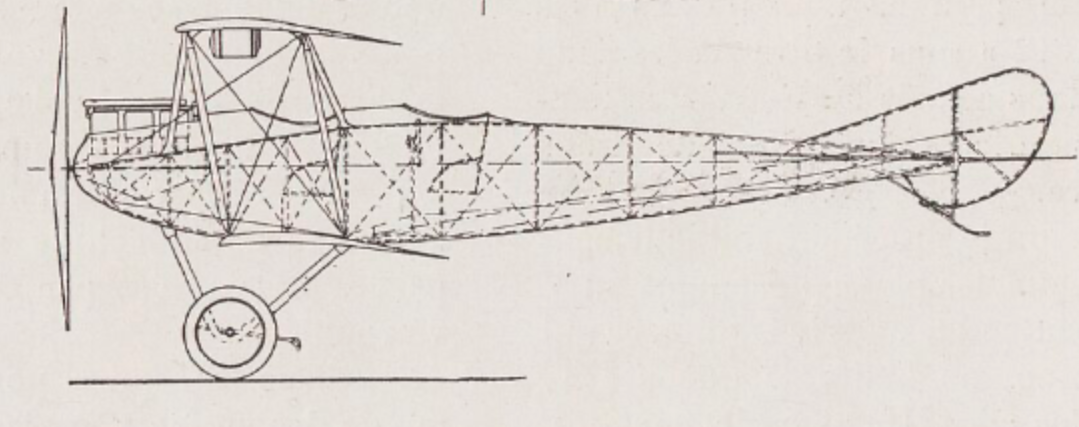
DFW Doppeldecker

## Technische Daten
| Kenngröße             | Daten                                                                                               |
| --------------------- | --------------------------------------------------------------------------------------------------- |
| Besatzung             | 2                                                                                                   |
| Länge                 | 9,90 m                                                                                              |
| Spannweite            | Oberflügel: 17,10 m Unterflügel: 12 m                                                               |
| Höhe                  | 3 m                                                                                                 |
| Flügelfläche          | 46 m²                                                                                               |
| Leermasse             | 750 kg                                                                                              |
| Startmasse            | 1225 kg                                                                                             |
| Triebwerk             | ein wassergekühlter 6-Zylinder-Reihenmotor Mercedes mit 100 PS (74 kW) Nennleistung bei 1.400 1/min |
| Höchstgeschwindigkeit | 100 km/h auf Meereshöhe                                                                             |
| Brennstofftank        | 230 l                                                                                               |